# Halterofilismo nos Jogos Olímpicos de Verão da Juventude de 2014 - Mais de 85 kg masculino
As provas de halterofilismo na categoria acima de 85 kg para rapazes nos Jogos Olímpicos de Verão da Juventude de 2014 decorreram a 23 de agosto de 2014 no Centro Internacional de Exposições de Nanquim, na China. O armeno Simon Martirossian foi campeão, seguido pelo sérvio Tamas Kajdoci, que conquistou prata. O bronze foi para Anthony Coullet, da França.

## Medalhistas
| Ouro   | ARM Simon Martirossian |
| Prata  | SRB Tamas Kajdoci      |
| Bronze | FRA Anthony Coullet    |

## Resultados
| Pos.              | Nome                   | Peso corporal | Arranque (kg) | Arranque (kg) | Arranque (kg) | Arranque (kg) | Arremesso (kg) | Arremesso (kg) | Arremesso (kg) | Arremesso (kg) | Total (kg) |
| Pos.              | Nome                   | Peso corporal | 1             | 2             | 3             | Res.          | 1              | 2              | 3              | Res.           | Total (kg) |
| ----------------- | ---------------------- | ------------- | ------------- | ------------- | ------------- | ------------- | -------------- | -------------- | -------------- | -------------- | ---------- |
| Medalha de ouro   | ARM Simon Martirossian | 110,98        | 170           | 183           | 185           | 170           | 192            | 205            | 221            | 221            | 391        |
| Medalha de prata  | SRB Tamaš Kajdoči      | 120,54        | 145           | 150           | 156           | 150           | 182            | 186            | 191            | 186            | 336        |
| Medalha de bronze | FRA Anthony Coullet    | 132,68        | 135           | 139           | 142           | 142           | 181            | 181            | 185            | 185            | 327        |
| 4                 | IRI Saeid Rezazadeh    | 114,85        | 133           | 137           | 140           | 140           | 180            | 183            | 187            | 183            | 323        |
| 5                 | MEX Raúl Manríquez     | 166,39        | 125           | 130           | 135           | 130           | 165            | 172            | 175            | 175            | 305        |
| 6                 | ALG Aymen Touairi      | 91,55         | 132           | 133           | 133           | 133           | 160            | 167            | 171            | 171            | 304        |
| 7                 | UKR Yevgeniy Fesak     | 94,73         | 130           | 130           | 134           | 130           | 165            | 171            | 175            | 171            | 301        |
| 8                 | USA Ryan Sennett       | 130,77        | 140           | 140           | 140           | ---           | ---            | ---            | ---            | ---            | ---        |